# Coming Home (album de Lionel Richie)
Pour les articles homonymes, voir Coming Home.
Albums de Lionel Richie
Just for You
(2004) Just Go
(2009)
Singles
1. I Call It Love (en)
Sortie : juin 2006
2. What You Are
Sortie : octobre 2006
3. Why
Sortie : 11 décembre 2006
4. Reason to Believe
Sortie : 2 février 2007
5. All Around the World (Bob Sinclar Remix)
Sortie : avril 2007

Coming Home est le huitième album studio du chanteur américain Lionel Richie, sorti le 12 septembre 2006 chez Island Records.
Se démarquant de ses précédents albums du style adult contemporary, Lionel Richie, avec l'aide du producteur délégué Antonio « L.A. » Reid, a recruté un certain nombre de producteurs et d'auteurs-compositeurs de RnB contemporain et hip-hop pour travailler avec lui sur l'album, notamment Dallas Austin, Jerry Duplessis, Jermaine Dupri, Sean Garrett, Wyclef Jean, Rodney Jerkins et le duo norvégien de producteurs Stargate.
L'album reçoit un accueil généralement mitigé de la part des critiques musicaux, qui complimentent ou rejettent la décision de Richie d'actualiser son style musical. Aux États-Unis, Coming Home a débuté à la 6e place du Billboard 200, ce qui en fait son album ayant connu le plus grand succès depuis Dancing on the Ceiling (1986), et s'est vendu à 449 000 exemplaires. Ailleurs, il a réitéré les succès de Renaissance (2000) et de Just for You (2004), entrant dans le top 10 en Allemagne et en Suisse et devenant disque d'or au Royaume-Uni. Plusieurs singles ont été extraits de Coming Home, dont I Call It Love (en) et Why,.

## Accueil commercial
Aux États-Unis, Coming Home est entré à la sixième place du classement d'albums Billboard 200. Il s'est vendu à plus de 75 000 exemplaires au cours de la première semaine et a été le premier album de Lionel Richie à entrer directement dans le top 10. En février 2007, l'album a été certifié disque d'or pour plus de 500 000 exemplaires vendus.
En France, entre dans le Top Albums à la 17e place le 16 septembre 2006, qui est également sa meilleure position dans le classement. En Belgique francophone, Coming Home atteint la 47e place de l'Ultratop 200 Albums.

## Liste des titres
| No  | Titre                | Auteur                                                           | Producteur(s)                            | Durée |
| --- | -------------------- | ---------------------------------------------------------------- | ---------------------------------------- | ----- |
| 1.  | I Call It Love (en)  | - Phillip "Taj" Jackson - Mikkel S. Eriksen - Tor Erik Hermansen | Stargate                                 | 3:18  |
| 2.  | Sweet Vacation       | - Raphael Saadiq - Robert Ozuna - Lionel Richie                  | - Saadiq - Richie - Jake and the Phatman | 3:54  |
| 3.  | Why                  | - Richie - Sean Garrett - Chuckii Booker                         | - Richie - Booker - Garrett              | 4:00  |
| 4.  | What You Are         | - Jermaine Dupri - Manuel Seal - Johntá Austin                   | - Dupri - Seal                           | 4:12  |
| 5.  | Up All Night         | - Richie - Booker - Garrett                                      | - Richie - Booker - Garrett              | 3:35  |
| 6.  | I'm Coming Home      | - Richie - Booker                                                | - Richie - Booker - Rodney Jerkins       | 4:18  |
| 7.  | All Around the World | - Richie - Roberto Sam Screnci                                   | - Richie - Screnci - Tone Depth          | 3:33  |
| 8.  | Out of My Head       | Richie                                                           | - Richie - Booker                        | 3:13  |
| 9.  | Reason to Believe    | - Richie - Dallas Austin - Tony Reyes                            | Austin                                   | 4:46  |
| 10. | Stand Down           | - Richie - Austin                                                | Austin                                   | 4:01  |
| 11. | I Love You           | Richie                                                           | - Richie - Booker                        | 4:11  |

| 12. | I Apologize     | - Wyclef Jean - Jerry Duplessis - Latavia Parker | - Jean - Duplessis | 3:37 |
| 13. | I'm Missing Her | Richie                                           | - Richie - Booker  | 3:57 |

## Classements et certifications
| Classement (2006–07)                | Meilleure position |
| ----------------------------------- | ------------------ |
| Allemagne (Media Control AG)        | 8                  |
| Autriche (Ö3 Austria Top 40)        | 35                 |
| Belgique (Wallonie Ultratop)        | 47                 |
| États-Unis (Billboard 200)          | 6                  |
| États-Unis (Top R&B/Hip-Hop Albums) | 3                  |
| France (SNEP)                       | 17                 |
| Italie (FIMI)                       | 26                 |
| Pays-Bas (Mega Album Top 100)       | 20                 |
| Royaume-Uni (UK Albums Chart)       | 15                 |
| Suisse (Schweizer Hitparade)        | 9                  |

| Classement (2006)                   | Position |
| ----------------------------------- | -------- |
| États-Unis (Top R&B/Hip-Hop Albums) | 84       |
| France (SNEP)                       | 169      |
| Royaume-Uni (UK Albums Chart)       | 157      |

| Classement (2007)                   | Position |
| ----------------------------------- | -------- |
| États-Unis (Top R&B/Hip-Hop Albums) | 83       |

### Certifications
| Région                                | Certification | Ventes/Streams |
| ------------------------------------- | ------------- | -------------- |
| États-Unis (RIAA)                     | Or            | 500 000^       |
| Royaume-Uni (BPI)                     | Or            | 100 000^       |
| ^Mise en rayon selon la certification |               |                |